# Automobilwerk Pasing
Das Automobilwerk Pasing war ein deutscher Hersteller von Automobilen.

## Unternehmensgeschichte
Siegfried Regensteiner (1866–1927) war der älteste Sohn des Pasinger Schuhfabrikanten Albert (Abraham) Regensteiner aus Pflaumloch (?–1904 in Pasing) und dessen erster Ehefrau Fannie, geb. Heymann. Er gründete 1901 das Unternehmen in Pasing und begann 1902 mit der Produktion von Automobilen. Der Markenname lautete Pasing. 1904 endete die Produktion. 1907/08 bot er im Handbuch für Autokauf drei Varianten zum Preis von 2.500 bis 4.650 Mark an, konnte sich aber am Markt nicht mehr behaupten. 1907 eröffnete er eine Werkstatt für Auto- und Reifenreparatur.

## Fahrzeuge
Es gab nur ein Modell. Es ähnelte den Modellen von AAG und Klingenberg. Motor und Getriebe waren mit der Hinterachse verblockt. Eine Quelle gibt an, dass es sich um einen Einzylindermotor handelte. Eine andere Quelle nennt einen Zweizylindermotor mit 3 PS Leistung sowie einen Dreizylindermotor, die nach Wahl luftgekühlt oder wassergekühlt waren. Der Neupreis betrug zwischen 2500 Mark für das Zweizylindermodell mit zwei Sitzen und 4650 Mark für das Dreizylindermodell mit vier Sitzen.

## Familie
Siegfried Regensteiner war zunächst Teilhaber der väterlichen Schuhfabrik. 1893 heiratete er Helene Raff. 1895 wurde Sohn Theodor Karl geboren. Seiner Frau und dem Sohn gelang die Flucht nach Chicago.
Zwei Brüder, Theodore und Martin waren bereits früher nach Chicago emigriert. Sein Bruder Otto wurde in der Shoa ermordet. Die Regensteiner-Linde in Pasing lebt noch.